# Procraerus transgressus
Procraerus transgressus là một loài bọ cánh cứng trong họ Elateridae. Loài này được Schimmel miêu tả khoa học năm 2003.